# ジキム・ビーチの虐殺
ジキム・ビーチの虐殺（ジクム・ビーチのぎゃくさつ、ヘブライ語: הטבח בחוף זיקים）は、イスラエルへの奇襲攻撃の一環として、2023年10月7日の朝、ガザ地区北部の国境フェンス付近のジキム・ビーチで、テロ組織ハマースによって実行された。この攻撃で海水浴客15人、漁師2人、兵士1人が死亡した。

## 背景
2023年10月7日土曜日の朝、テロ組織ハマスとパレスチナ・イスラム聖戦が10月7日虐殺を開始した。ガザ地区の約6,000人のテロリストが、約4,300発のロケット弾を発射するという名目で、フェンスの119箇所の突破口や空中、海上から、イスラエルのコミュニティ数十カ所、ベエリの森、ガザ地区内外の軍事施設に侵入し、少数の治安部隊と銃撃戦を繰り広げた。テロリストらは虐殺や強姦を犯し、1,163人（うち779人は民間人）を殺害し、男性、女性、老人、幼児を含む約251人をガザ地区に誘拐した。最初の数時間、警戒小隊、イスラエル警察の警官、ヤマムの戦闘員、そして数で劣るイスラエル国防軍の兵士らが彼らと戦った。この戦闘で、イスラエル領内でおよそ1,609人のテロリストが死亡し、イスラエル側では兵士329人、警察官58人、総保安庁員10人が死亡した。

## 虐殺の件
2023年10月7日午前6時29分、イスラエルの地中海沿岸最南端のビーチであるジキムビーチに攻撃警報が鳴り響き、ガザ地区からロケット弾と迫撃砲の激しい集中砲火が発射された。数十人の行楽客が避難場所を求めて急いで避難した。ある者は海岸に設置されたシェルターに入り、他の者はトイレに避難しようとした。また、30人ほどの行楽客からなる別のグループは、保護を求めて近くのジキム基地に向かって走ろうとした。午前6時35分、ハマスの海軍特殊部隊テロリストを乗せたゴムボート7隻がイスラエル領海に侵入した。イスラエル海軍は攻撃してきた船を特定し、そのうち5隻を撃沈することにできたが、テロリストと武器を積んださらに2隻が海岸に到達した。テロリストたちは海岸に上陸するとすぐに、四方八方に向けて発砲した。
午前6時40分、ジキム基地に駐屯していたゴラニ旅団第51大隊の少数の戦闘員が、攻撃に迅速に対応するために到着した。彼らは車両から降りた直後にテロリストとの銃撃戦になった。午前6時45分に一人の兵士がトイレの入り口に陣取り、攻撃を撃退しようとした。しばらくして、戦闘員たちは基地から到着した際に乗ったサバンナ軍用車両を廃棄て撤退した。午前6時50分、ゴラニ軍が撤退し、海岸にいたほぼ全員が殺害された後、テロリストは14人の民間人が隠れていた避難所に向かって移動した。彼らが救助隊に電話して援助を要請しようとしていたとき、背後で銃声が聞こえた。シェルターでは7人が射殺され、5人が逃走した。
午前7時、軍が撤退した後、テロリストらはトイレに侵入し、無差別に発砲した。その時７人の民間人がその場で殺害された。その後、テロリストらはゴラニ戦闘員が残したサバンナ軍用車両に乗り、海岸から立ち去った。彼らは近くのキブツ・ジキムと国防軍基地に向けて旅を続けた。午前7時10分、ビーチにいた人々の家族は連絡を取ろうとしたが、失敗に終わった。彼らは一日中、繰り返し治安部隊に援助を求めて連絡を取ろうとしたが、満足のいく回答は得られなかった。
12時に最初の部隊が海岸に到着し、生存者の捜索と遺体の収容を行った。救助隊員の中には、予備校校長エレズ・エシェル氏とその弟子ノアム・ダヴィド氏を含む兵士や民間人がいた。彼らが現場に到着すると、地元の漁師が「浜辺で私たちを虐殺している」と叫んだ。捜索の結果、17人の民間人を救出することができたが、その大半はすでに死亡していた。しかしながら、シェルターは発見されなかった。午後2時、家族たちが親戚に何が起こったのかを調べ続けている中、シャハフ・クライフの父親が長男とともに浜辺に到着した。トイレに近づくと、床に血だまりと死体の引きずった跡があることに気づいた。彼は殺害された人々の遺体が現場から運び去られたのではないかと恐れた。家族たちが親戚の死亡を正式に通知されたのは、ほんの数日後のことだった。
午後4時、治安部隊がビーチへの立ち入りを禁止する一方、行方不明者の家族は連絡が取れなくなった家族に何が起こったのか知ろうと現場に到着した。当時、シェルターで殺害された人々の遺体はまだ発見されておらず、行方不明と宣言されていました。
テロリストらは海岸からキブツ・ジキムとキブツの隣にある民間防衛軍の新兵基地へと進撃を続けた。彼らはそのキブツへの侵入を試みたが、現地の即応部隊に阻止され、6人が殺害された。新兵基地では、14人の幕僚と約50人のテロリストの間で戦いが繰り広げられ、幕僚兵士6人が死亡したが、彼らだけで基地の占拠を阻止することに成功した。
翌日の10月8日、海軍の観察者は海岸近くの建物に隠れているテロリスト5人を特定した。テロリストたちは海軍艦艇からの砲火によって排除された。さらに、この地域ではさらに2人のテロリストが特定され、国防軍との戦闘で死亡した。 10月10日、マグラン部隊と協力して、装甲部隊（第52大隊）がジキムビーチで、10月7日に襲撃した部隊の残っていた4人のテロリストを特定し、第17大隊の部隊をそこに派遣して彼らを排除した。
10月16日、行方不明者の家族からの圧力を受けて、ZAKA救助サービスは治安部隊と共同で海岸で追加の捜索を実施した。捜索中にシェルターが発見され、その中に9体の遺体が発見された。遺体はすべてイスラエル国民のものだと確認された。